# Тихий вир
«Тихий вир» (англ. Stillwater) — американський фільм режисера Тома Маккарті з Меттом Деймоном у головній ролі. Прем'єра в США відбулася 30 липня 2021 року.

## Сюжет
Батько їде з Оклахоми в Марсель, щоб допомогти своїй доньці, заарештованій за звинуваченням у вбивстві.

## У ролях
- Метт Деймон — Білл Бейкер
- Ебігейл Бреслін — Еллісон
- Камілль Коттен — Вірджинія
- Дінна Дюнаган — Шерон

## Виробництво
У липні 2019 року було оголошено, що режисером фільму стане Том Маккарті, а головну роль зіграє Метт Деймон. Пізніше було підтверджено, що у фільмі зніметься Ебігейл Бреслін. У вересні 2019 року до акторського складу приєдналася Каміль Коттен.